# Cedar Mesa Sandstone
Cedar Mesa Sandstone (également connu sous le nom de Cedar Mesa Formation) est une formation de grès  située dans le sud-est de l'Utah, le sud-ouest du Colorado, le nord-ouest du Nouveau-Mexique et le nord-est de l'Arizona.

## Description
Cedar Mesa Sandstone est le vestige des dunes de sable côtières déposées il y a environ 245 à 286 millions d'années, au début du Permien . La coloration varie, mais la roche présente souvent une apparence de bandes rouges et blanches à la suite d'inondations périodiques qui ont entraîné des sédiments riches en fer dans les monts Uncompahgre au cours de sa formation  .
Nommé d'après le site Cedar Mesa près de la rivière San Juan dans l'Utah, les formations de grès de Cedar Mesa forment les flèches et les canyons visibles dans les districts Needles et Maze du parc national des Canyonlands, la gorge intérieure du White Canyon  et les trois ponts naturels du Natural Bridges National Monument .

## Voir également
- Géologie de la région de Canyonlands